# Spencer Garrett
Spencer Garrett Heckenkamp (Los Angeles, 19 settembre 1963) è un attore statunitense.

## Biografia
È figlio dell'attrice Kathleen Nolan e di Richard Heckenkamp.
Caratterista assai prolifico, principalmente attivo sul piccolo schermo dove esordisce alla fine degli anni ottanta, conta oltre 100 apparizioni in serie, miniserie e film per la TV.

## Filmografia parziale

### Cinema
- The Apocalypse, regia di Hubert C. de la Bouillerie (1997)
- Air Force One, regia di Wolfgang Petersen (1997)
- Hard Night (Permanent Midnight), regia di David Veloz (1998)
- La casa di sabbia e nebbia (House of Sand and Fog), regia di Vadim Perelman (2003)
- Thank You for Smoking, regia di Jason Reitman (2005)
- Bobby, regia di Emilio Estevez (2006)
- Il nome del mio assassino (I Know Who Killed Me), regia di Chris Sivertson (2007)
- La guerra di Charlie Wilson (Charlie Wilson's War), regia di Mike Nichols (2007)
- 21, regia di Robert Luketic (2008)
- Yes Man, regia di Peyton Reed (2008)
- The Lucky Ones - Un viaggio inaspettato (The Lucky Ones), regia di Neil Burger (2008)
- Nemico pubblico - Public Enemies (Public Enemies), regia di Michael Mann (2009)
- Il cammino per Santiago (The Way), regia di Emilio Estevez (2010)
- Il gioco dei soldi (Casino Jack), regia di George Hickenlooper (2010)
- Captain America - Il primo Vendicatore (Captain America: The First Avenger ), regia di Joe Johnston (2011)
- Hitchcock, regia di Sacha Gervasi (2012)
- La verità su Emanuel (The Truth About Emanuel), regia di Francesca Gregorini (2013)
- Iron Man 3, regia di Shane Black (2013)
- Cesar Chavez, regia di Diego Luna (2014)
- Blackhat, regia di Michael Mann (2015)
- No Escape - Colpo di stato (No Escape), regia di John Erick Dowdle (2015)
- The Public, regia di Emilio Estevez (2018)
- The Front Runner - Il vizio del potere (The Front Runner), regia di Jason Reitman (2018)
- C'era una volta a... Hollywood (Once Upon a Time in... Hollywood), regia di Quentin Tarantino (2019)
- Bombshell - La voce dello scandalo (Bombshell), regia di Jay Roach  (2019)
- Blonde, regia di Andrew Dominik (2022)

### Televisione
- Star Trek: The Next Generation – serie TV, episodio 4x21 (1990)
- Ragionevoli dubbi (Reasonable Doubts) – serie TV, 8 episodi (1991-1993)
- Otto sotto un tetto (Family Matters) – serie TV, 2 episodi (1995)
- La signora in giallo (Murder, She Wrote) – serie TV, episodi 10x09-12x20 (1993-1996)
- Hitz – serie TV, 10 episodi (1997)
- X-Files (The X-Files) – serie TV, episodio 7x10 (2001)
- Star Trek: Voyager – serie TV, episodi 7x09-7x10 (2000)
- West Wing - Tutti gli uomini del Presidente (The West Wing) – serie TV, episodio 2x20 (2001)
- Invisible Man – serie TV, 8 episodi (2001-2002)
- NCIS - Unità anticrimine (NCIS) – serie TV, episodio 2x02 (2004)
- Supernatural – serie TV, episodio 3x08 (2007)
- 24 – serie TV, episodio 6x22 (2007)
- Lie to Me – serie TV, 1 episodio (2009)
- Criminal Minds – serie TV, episodio 4x21 (2009)
- The Mentalist – serie TV, 1 episodio (2009)
- Medium – serie TV, 2 episodi (2009-2010)
- Grey's Anatomy – serie TV, episodio 6x13 (2010)
- Luck – serie TV, 3 episodi (2011)
- Rizzoli & Isles – serie TV, episodio 2x09 (2011)
- Game Change, regia di Jay Roach – film TV (2012)
- Hawaii Five-0 – serie TV, episodio 2x22 (2012)
- Perception – serie TV, episodio 1x06 (2012)
- Castle – serie TV, episodio 5x12 (2013)
- The Magicians – serie TV, 3 episodi (2016-2019)
- The Good Doctor – serie TV, episodio 2x16 (2019)
- Bosch – serie TV, 10 episodi (2017-2021)
- Sfida al presidente - The Comey Rule (The Comey Rule) – miniserie TV, 2 puntate (2020)
- Chicago P.D. – serie TV, episodio 7x19 (2020)
- Winning Time - L'ascesa della dinastia dei Lakers (Winning Time: The Rise of the Lakers Dynasty) – serie TV, 16 episodi (2022-2023)
- The Residence, regia di Liza Johnson e Jaffar Mahmood – miniserie TV, 7 puntate (2025)
- Suits LA – serie TV, episodi 1x04-1x06 (2025)

## Doppiatori italiani
Nelle versioni in italiano delle opere in cui ha recitato, Spencer Garrett è stato doppiato da:
- Saverio Indrio in Yes Man, Nemico Pubblico - Public Enemies, Hawaii Five-0, Aquarius
- Gerolamo Alchieri in The Mentalist, Mad Men, Major Crimes (ep. 5x02), The Residence
- Marco Balzarotti ne Il nome del mio assassino, Il cammino per Santiago, Annie Parker
- Massimo Rinaldi in Lie To Me, Castle, Bosch (st. 3)
- Antonio Palumbo in Perception, NCIS: Los Angeles, Le regole del delitto perfetto
- Sergio Lucchetti in Carnivàle, House of Cards - Gli intrighi del potere
- Oliviero Dinelli in Supernatural, All the Way
- Gianluca Machelli in Major Crimes (ep. 2x01), Luck
- Ambrogio Colombo in Unsolved, Golia
- Massimo Bitossi in C'era una volta a... Hollywood, Winning Time - L'ascesa della dinastia dei Lakers
- Roberto Gammino in Star Trek: The Next Generation
- Roberto Del Giudice in La signora in giallo (ep. 10x09)
- Vittorio De Angelis in Air Force One
- Gaetano Varcasia in X-Files
- Alberto Angrisano in NCIS - Unità anticrimine
- Vladimiro Conti in Thank You for Smoking
- Danilo Di Martino in Bobby
- Gino La Monica in E-Ring
- Maurizio Reti in 24
- Renato Cortesi in The Lucky Ones - Un viaggio inaspettato
- Sergio Di Giulio in Burn Notice - Duro a morire
- Antonio Sanna in Criminal Minds
- Giorgio Locuratolo in Medium
- Paolo Marchese in Leverage - Consulenze illegali
- Sergio Di Stefano in Grey's Anatomy
- Massimiliano Lotti in Law & Order: Criminal Intent
- Paolo Buglioni ne Il risolutore
- Luciano Roffi ne Il gioco dei soldi
- Lucio Saccone in Bosch (st. 7)
- Paolo Maria Scalondro in Code Black
- Enzo Avolio in The Good Doctor
- Gianluca Tusco in Station 19